# Ernst Roser
Ernst Roser war ein deutscher Turner aus Lörrach.

## Leben
Am 5. und 6. Februar 1938 sollte er in der Deutschlandriege in Ulm und Würzburg turnen.
Ende März / Anfang April 1938 turnte er als Mitglied der Deutschlandriege auf einer Werbereise in Österreich im Zuge des Anschlusses Österreichs an das nationalsozialistische Deutsche Reich. Auf dieser Reise waren 36 deutsche Spitzenturner in zwei Deutschlandriegen versammelt worden.